# Collfred
Collfred es una localidad española del municipio leridano de Artesa de Segre, en la comunidad autónoma de Cataluña.

## Historia
A mediados del siglo XIX, el lugar, por entonces con ayuntamiento propio, tenía contabilizada una población de 21 habitantes. La localidad aparece descrita en el sexto volumen del Diccionario geográfico-estadístico-histórico de España y sus posesiones de Ultramar de Pascual Madoz de la siguiente manera: 

COLLFRET: l. con ayunt. en la prov. de Lérida (12 horas), part. jud. de Balaguer (6), aud. terr. y c. g. de Cataluña (Barcelona 30), arc. de Ager (18): sit. al pie de un monte á la márg. izq. del r. Segre: le combaten los vientos de N. y E.; el clima, aunque algo frio, es saludable; produciendo solamente algunas catarrales. Tiene 46 casas, y la igl. es aneja ó sufragánea del pueblo de Biubés. Confina el térm. N. con el r. Segre; E. con Biubés; S. con Tosal, y O. con este mismo: á 1/4 de hora de cada uno cruza por él el mencionado r. Segre, que corre en direccion de N. á SO., el cual nace de una fuente que lleva su mismo nombre: se encuentra una casa en desp. llamada la Peixera. El terreno es regular, hallándose en él dos montes llamados al uno bosque de Colldelrat, y el otro de la Forsa. Los caminos dirigen á Pons y Artesa de Segre, de cuyo último punto se recibe la correspondencia. prod.: trigo, centeno, cebada, legumbres, aceite, vino y cáñamo, la principal cosecha es la del trigo: se cria ganado lanar y cabrio, y hay caza de perdices y conejos, y pesca de barbos y anguilas. pobl.: 4 vec., 21 alm. cap. imp.: 17,398 rs. contr.: el 14,28 por 100 de esta riqueza. presupuesto municipal: 80 rs. ademas de los 160 que se pagan al secretario del ayunt.
(Madoz, 1847, p. 545)

Hacia la década de 1850 el municipio de Collfret desapareció, al ser absorbido por el de Artesa de Segre. En 2022, la localidad tenía empadronados 18 habitantes.